# Ron Zacapa Centenario

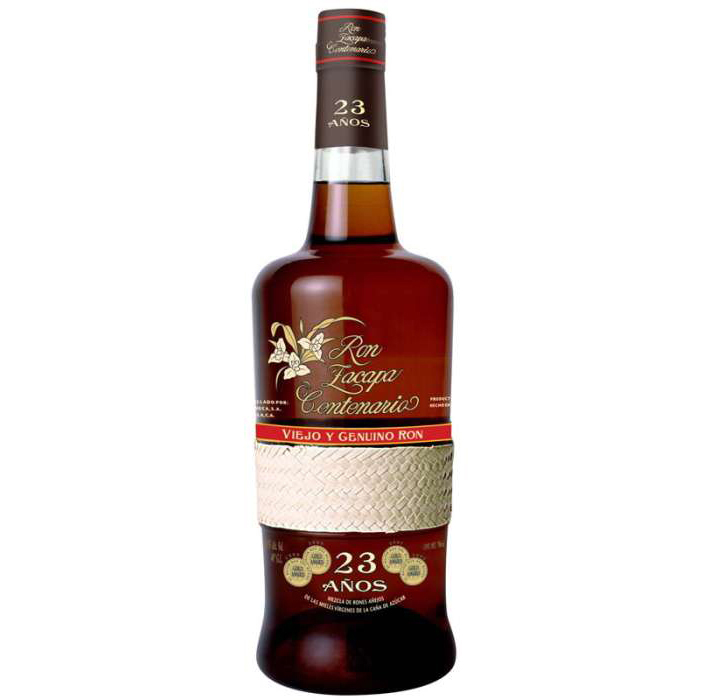
Ron Zacapa Centenario 23.

Ron Zacapa Centenario es un ron premium producido en Guatemala por Rum Creation and Products, filial de Industrias Licoreras de Guatemala, y distribuido y comercializado por Diageo. El Ron Zacapa Centenario fue creado en 1976 para celebrar el centenario de Zacapa, una ciudad del oriente de Guatemala.
Se produce con el jugo concentrado del primer prensado de la caña de azúcar, llamado "miel de caña virgen", y se añeja y mezcla usando el método de la solera, tradicionalmente usado para jerez. Este proceso es vigilado por la master blender Lorena Vázquez. La compañía manifiesta que parte de su éxito reside en el hecho de que los barriles se almacenan a 2300 m s. n. m. en unas instalaciones de añejamiento ubicadas debajo de las faldas superiores de las montañas y volcanes de Guatemala, donde la temperatura, en promedio, es de 62 grados Fahrenheit (16,7 °C).
Las primeras botellas de Zacapa venían cubiertas de un petate - una estera tejida a mano que se hace de hojas de palma que data del periodo maya. Más recientemente, presentan una banda alrededor de la mitad de la botella.
Zacapa ha ganado premios en diferentes competencias internacionales y es el primer ron en ser incluido en el International Rum Festival's Hall of Fame. El Beverage Testing Institute le ha dado a Zacapa una nota de 95 puntos.

## Historia
Zacapa es un pueblo del este de Guatemala fundado en 1876. El ron fue denominado por su primer centenario en 1976.

## Composición
Zacapa es añejado a una altitud elevada donde la temperatura y la cantidad de oxígeno son bajas, lo que ralentiza el añejamiento. Esto permite que los aromas y los sabores se combinen por más tiempo. El producto es una mezcla de rones de seis a veintitrés años (en el caso de Ron Zacapa 23) en una solera. Se embotella con 40% de alcohol por volumen.

## Embotellamientos
- Zacapa 15 – Ron premium añejado entre 5 y 15 años. 40% Alc por Vol
- Zacapa 23 - Ron premium añejado entre 6 y 23 años. 40% Alc por Vol
- Zacapa 23 Black Label – Ron premium añejado entre 6 y 23 años. 43% Alc por Vol
- Zacapa 23 directo del barril – Ron premium  añejado entre 6 y 23 años. 45% Alc por Vol
- Zacapa XO - Ron súper premium añejado entre 6 y 25 años. 40% Alc por Vol
- Zacapa Royal -  Ron súper premium añejado entre 8 y 30 años. 47% Alc por Vol. Añejado en barricas de roble francés de Le Bois du Roy TM.

## Denominación de origen
Usamos el nombre de un país, de una región o una ubicación determinada para designar un producto originario de ese lugar, que además posee una calidad o características especiales provocadas por su origen, ya sea por factores naturales como el clima o el tipo de terreno, o factores humanos, como las formas únicas de fabricar ese producto. Ron de Guatemala